# Petrocosmea
Petrocosmea é um género botânico pertencente à família Gesneriaceae.

## Sinonímia
Vaniotia

## Espécies
Formado por 32 espécies:
Petrocosmea barbata Petrocosmea begoniifolia Petrocosmea cavaleriei
Petrocosmea condorensis Petrocosmea confluens Petrocosmea coerulea
Petrocosmea duclouxii Petrocosmea flaccida Petrocosmea forrestii
Petrocosmea grandiflora Petrocosmea grandifolia Petrocosmea henryi
Petrocosmea iodioides Petrocosmea ionantha Petrocosmea kerrii
Petrocosmea kingii Petrocosmea latisepala Petrocosmea longipedicellata
Petrocosmea mairei Petrocosmea martini Petrocosmea martinii
Petrocosmea menglianensis Petrocosmea minor Petrocosmea nervosa
Petrocosmea oblata Petrocosmea parryorum Petrocosmea peltata
Petrocosmea qinlingensis Petrocosmea rosettifolia Petrocosmea sericea
Petrocosmea sichuanensis Petrocosmea sinensis Petrocosmea wardii